# Вжонца (Серадзький повіт)
Вжонца (пол. Wrząca) — село в Польщі, у гміні Блашки Серадзького повіту Лодзинського воєводства.
Населення — 579 осіб (2011).
У 1975-1998 роках село належало до Серадзького воєводства.

## Демографія
Демографічна структура станом на 31 березня 2011 року:
|          | Загалом | Допрацездатний вік | Працездатний вік | Постпрацездатний вік |
| -------- | ------- | ------------------ | ---------------- | -------------------- |
| Чоловіки | 290     | 70                 | 190              | 30                   |
| Жінки    | 289     | 64                 | 157              | 68                   |
| Разом    | 579     | 134                | 347              | 98                   |